# 성적 성숙
성적 성숙(性的成熟, 영어: sexual maturity)은 생물체가 번식할 수 있는 능력을 갖추게 되는 과정이다. 사람의 경우 사춘기와 성인기 모두 관련이 있다. 사춘기는 성적 성숙의 생물학적 과정이고, 성인기는 동의하고 책임을 질 수 있는 독립적인 인격체로서 사회적으로 인정받는 조건으로, 일반적으로 성적 성숙(특정 성적 발달 장애는 제외)을 의미하지만, 특정 문화적 기대에 의해 정의되는 다른 기준에 따라 달라진다.

## 같이 보기
- 생식소 체중 지수
- 세대 시간